# Friedrich Koffka
Friedrich Koffka (* 22. April 1888 in Berlin; † 5. November 1951 in London) war ein deutscher Jurist und Schriftsteller.

## Leben
Koffka kam als Sohn jüdischer Eltern in Berlin zur Welt. Sein Vater war Jurist, sein älterer Bruder war der Psychologe Kurt Koffka. Er studierte in Berlin Rechtswissenschaften. Nach dem ersten Staatsexamen 1910 und dem Referendariat legt er im März 1915 das Zweite Staatsexamen ab.
Schon früh fand Koffka Zugang zum Theater. Die erste Theaterkritik des damals 19-jährigen über eine Hamlet-Aufführung wird bereits 1907 in der Schaubühne abgedruckt. Es folgt ein Jahr später ein Essay über das zwanzigjährige Dienstjubiläum des Kaisers. Er wird Mitglied des von Kurt Hiller gegründeten Neuen Clubs, der gegen die Dekadenz der Wilhelminischen Zeit angeht und dem literarischen Expressionismus nahesteht.
Im Ersten Weltkrieg war er zunächst freiwilliger Krankenpfleger, dann Soldat (Eisernes Kreuz II. Klasse und Rot-Kreuz-Medaille II. Klasse). Nach Kriegsende trat Koffka im September 1919 zunächst in den Dienst des Preußen Justizministeriums ein. Ab 1921 war er Amtsgerichtsrat am AG Charlottenburg, ab 1927 Hilfsrichter am dortigen Kammergericht (= OLG) und ab 1930 Kammergerichtsrat.
Neben Studium und Richterdienst schrieb Koffka Dramen, sein Erstling David und Absalom erscheint 1913 erneut in der Schaubühne, und war unter anderem Mitarbeiter der, der Blätter des Deutschen Theaters sowie der Zeitschrift Das Tage-Buch, wo er – wie auch in der Schaubühne – ein Essay zum Expressionismus veröffentlicht. Über seine 1924 im Tage-Buch veröffentlichten Erzählungen äußert er selbst, dass sich die Absurdität der menschlichen Schicksale in diesen Werken nur dadurch erklären lasse, dass der Teufel selbst der Autor der Weltgeschichte sein müsse.
Während seiner Charlottenburger Amtsgerichtszeit lernt er 1925 die Lyrikerin Paula Ludwig kennen, mit der er eine bis 1930 andauernde Beziehung eingeht. Ludwig widmete ihm ihren 1927 erschienenen Lyrikband "Himmlische Spiegel". Ob die Trennung – trotz vorher geschmiedeter Heiratspläne – eher darin begründet war, dass die uneheliche Mutter Ludwig für Koffkas Familie als nicht standesgemäß galt, oder an der Zögerlichkeit von Koffka selbst ist umstritten. Seine später mit einer anderen Frau eingegangene Ehe wurde 1936 geschieden.
Als Jude wurde er zwar aufgrund des Kerrl'schen Erlasses Anfang April 1933 zwangsweise beurlaubt, konnte aber nach Erlass des Gesetzes zur Wiederherstellung des Berufsbeamtentums als Frontkämpfer des Ersten Weltkrieges im Juni 1933 zunächst wieder in den richterlichen Dienst zurückkehren. Erst zum 1. März 1937 musste er endgültig aus dem Richterdienst ausscheiden. Koffka emigrierte 1938 nach England. Nach Ausbruch des Zweiten Weltkrieges wurde er als Deutscher zeitweise interniert. Wie viele Emigranten musste er sich zunächst mit Hilfstätigkeiten durchschlagen. Erst 1942 erhielt er eine Anstellung beim British Fund for Jewish Relief and Rehabilitation. Daneben schrieb er Hörspiele sowie unter dem Pseudonym Florin Artikel ("Briefe nach Elinor Gardens") für die von 1943 bis 1945 erscheinende Die Zeitung (deutschsprachig und vom Britischen Informationsministerium gefördert). Nach Kriegsende arbeitete er schließlich als Ansager und Lektor bei der BBC, für deren deutschsprachige Sendungen er auch zahlreiche Werke von William Shakespeare, Jane Austen, Charles Dickens und Anderen bearbeitet.
Im Gegensatz zu anderen Emigranten entscheidet sich Koffka nach dem Krieg, in Großbritannien zu bleiben. Von Deutschland hat er sich aufgrund der Erfahrungen abgewandt: „Aber wo ist nun Deutschland? (...) Das Land, das einmal unsere Heimat war, hat seine Wirklichkeit für uns verloren.“

## Werke (Auswahl)
- Sincerus (Pseudonym): Kaiser Wilhelm II: Zum zwanzigjährigen Regierungsjubiläum. Charlottenburg, 1908
- David und Absalom. Fragment eines Theaterstücks 1913
- Kain. Drama 1917
- Herr Oluf. Drama 1919
- Briefe nach Elinor Gardens. Hörspiel 1943
- Goethe in England. Hörspiel 1949
- Onkel Toby. Hörspiel 1950
- Wellington. Hörspiel 1951